# Дубянський Олександр Андрійович
Олекса́ндр Андрі́йович Дубя́нський (3 березня (15 березня) 1880, с. Стара Кріуша Богучарського повіту Воронезької губернії, Росія — †22 січня 1974, Воронеж, СРСР) — український і російський геолог, гідрогеолог. Доктор геолого-мінералогічних наук (1937). Член-кореспондент АН УРСР (1939). Лауреат Ленінської премії (1959). Заслужений діяч науки та техніки РРФСР.

## Біографія
Народився Олександр Андрійович 3 березня (15 березня за новим стилем) 1880 року в слобідському селі Стара Кріуша Богучарського повіту Воронезької губернії, нині Петропавлівський район Воронезької області Росії.
1908 року закічив Юр'євський університет. Викладав у середніх і вищих навчальних закладах Владикавказа та Воронежа. Від 1924 року — професор Воронезького сільськогосподарського інституту. Очолював кафедру геології, а також керував гідрогеологічною науково-дослідною станцією при інституті. Одночасно працював в Інституті геології АН УРСР.
1938 року Олександра Андрійовича було обрано депутатом Верховної Ради РРФСР. Наступного року член-кореспондентом Української академії наук.
Помер Олександр Андрійович 22 січня 1974 року у Воронежі. Похований на Комінтернівському кладовищі по вулиці Біговій. 2019 року в селищі Подгоренському біля входу до цементного заводу Дубянському був встановлений пам'ятник.

## Наукова робота
Основні дослідження стосуються вивчення геологічної будови, гідрогеології й корисних копалин південної частини Східно-Європейської платформи. Відкрив поклади мергелю, на базі яких збудовано Подгоренський цементний завод. Відкрив також родовища вохри, граніту, вогнетривких глин, пісків та інших будівельних матеріалів. Один із першовідкривачів великих родовищ залізної руди на території Курської магнітної аномалії, за що отримав Ленінську премію.
Розробив основи вчення про підземні води Центрально-Чорноземної області, що сприяло їх раціональному використанню.
Основні наукові праці:
- Дубянский А. А. Подземные воды Воронежа. — Воронеж, 1933.
- Дубянский А. А., Скоркин А. В. Геология и подземные воды северной части Воронежской области. — Воронеж, 1939.
- Дубянский А. А., Лучицкий В. И. Вулканические пеплы ергенинской толщи. — Воронеж, 1939.
- Дубянский А. А., Муравьев Н. И., Скоркин А. А. Геология и подземные воды Курской и Орловской областей [в 3-х тт.]. — Воронеж, 1947-1949.

## Нагороди і відзнаки
- 1959 рік — Ленінська премія, нагороджено орденом Леніна.
- Заслужений діяч науки та техніки РРФСР.